# VfL Gummersbach
VfL Gummersbach es un club de balonmano de la localidad de Gummersbach, Alemania.
El VfL Gummersbach compite en la 1.ª División de la Bundesliga alemana de balonmano al igual que en la Copa Alemana de Balonmano.
Es uno de los clubes más laureados a nivel internacional.

## Palmarés
- Bundesligas: 12
  - Campeón: 1966, 1967, 1969, 1973, 1974, 1975, 1976, 1982, 1983, 1985, 1988, 1991
  - Subcampeón: 1968, 1970, 1972, 1978, 1980, 1981, 1990

- Copas de Alemania: 5
  - Campeón: 1978, 1979, 1982, 1983, 1985
  - Subcampeón: 1986, 1989, 2009

- Copa de Europa: 5
  - Campeón: 1967, 1970, 1971, 1974, 1983
  - Subcampeón: 1972

- Recopa de Europa: 4
  - Campeón: 1978, 1979, 2010, 2011
  - Subcampeón: 1980

- Copa EHF: 2
  - Campeón: 1982, 2009

- Supercopa de Europa: 2
  - Campeón: 1979, 1983
  - Subcampeón: 2006

## Plantilla 2024-25
|  | Porteros - 01 Dominik Kuzmanović - 16 Bertram Obling Extremos izquierdos - 05 Tilen Kodrin - 06 Miloš Vujović Extremos derechos - 08 Lukas Blohme - 11 Mathis Häseler Pívots - 04 Elliði Snær Viðarsson - 40 Jonas Stüber - 66 Štěpán Zeman - 27 Kristjan Horžen | Laterales izquierdos - 07 Julian Köster - 15 Miro Schluroff Centrales - 22 Kentin Mahé - 23 Ole Pregler - 30 Tom Kiesler Laterales derechos - 14 Teitur Örn Einarsson - 19 Giorgi Tskhovrebadze |

## Jugadores famosos
- Borko Ristovski
- Momir Ilić
- Daniel Narcisse
- Heiner Brand
- Stefan Kretzschmar
- Erhard Wunderlich
- Kyung-Shin Yoon
- Goran Šprem
- Guðjón Valur Sigurðsson
- Andreas Dörhöfer
- Mark Dragunski
- Goran Stojanović
- Frank von Behren
- Vedran Zrnić
- Patrick Wiencek
- Raúl Santos
- Viktor Szilágyi
- Christian Ramota
- Igor Anić
- Kentin Mahé
- Adrian Pfahl
- Klaus-Dieter Petersen
- Drago Vuković
- Nándor Fazekas
- Vjenceslav Somić
- François-Xavier Houlet
- Jochen Brand
- Klaus Brand
- Aljoša Rezar
- Kristján Arason
- Frank Dammann
- Joachim Deckarm
- Vladan Krasavac
- Jochen Feldhoff
- Frank Dammann
- Claus Fey
- Rudi Rauer
- Aleksandar Stanojević
- Rune Erland
- Henning Wiechers
- Klaus Westebbe
- Andreas Thiel
- Dirk Rauin
- Gerd Rosendahl
- Franz-Josef Salewski
- Klaus Schlagheck
- Hansi Schmidt
- Rüdiger Neitzel
- Christian Fitzek
- Stefan Hecker
- Holger Löhr
- Thomas Krokowski
- Helmut Kosmehl
- Rüdiger Neitzel
- Gunnar Jaeger
- Rolf Jaeger
- Klaus Kater